# Pandemia de COVID-19 no Senegal

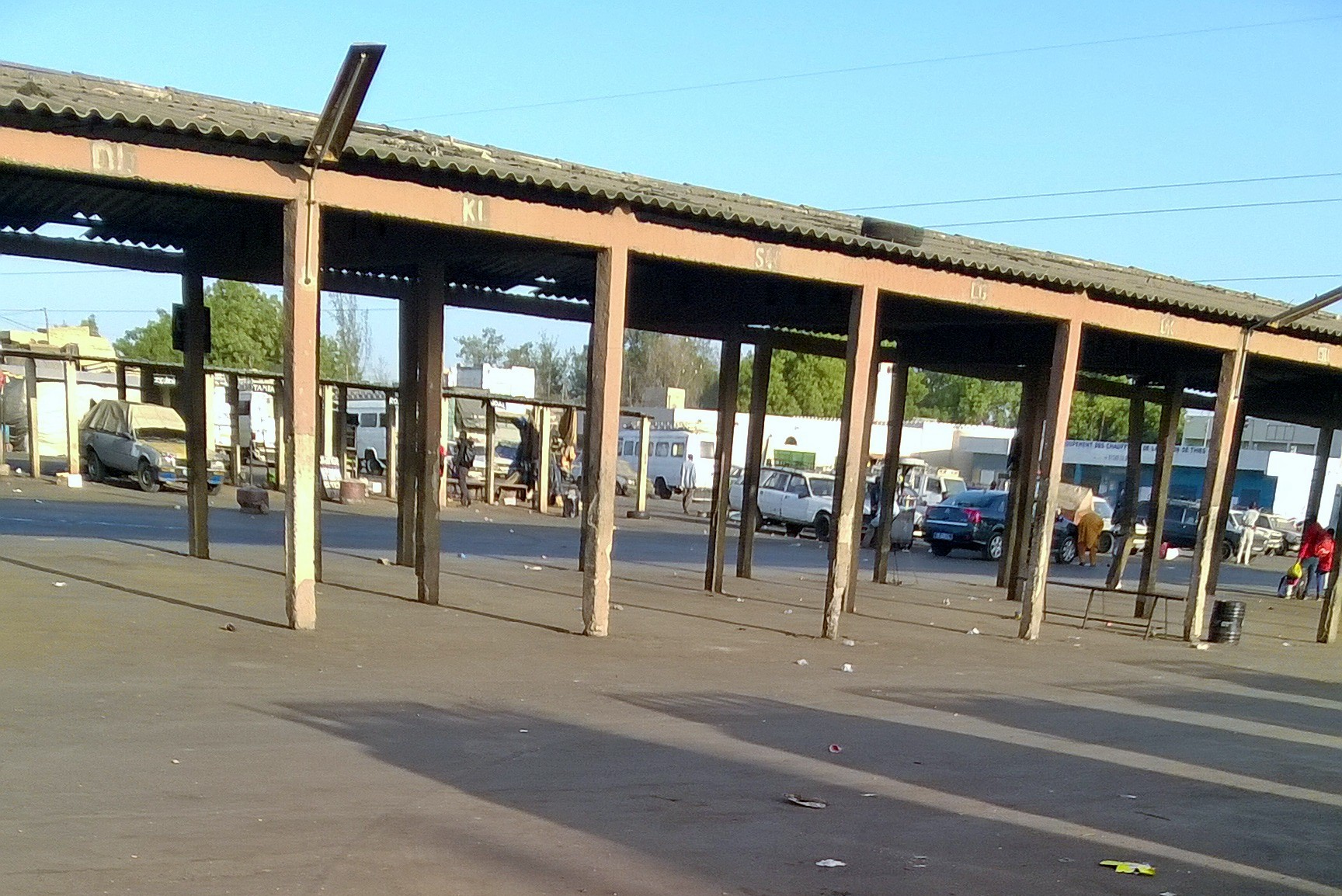
Local de transporte no Senegal durante a pandemia de COVID-19 em 2020

Este artigo documenta os impactos da pandemia de coronavírus de 2020 no Senegal e pode não incluir todas as principais respostas e medidas contemporâneas.

## Linha do tempo
Em 2 de março, um homem de 54 anos que havia ido para a França foi confirmado omo o primeiro caso de COVID-19 no país, tendo sido testado positivo no Instituto Pasteur, em Dakar. O indivíduo viajou pela Air Senegal em 29 de fevereiro de 2020. O Senegal se tornou o segundo país subsaariano a relatar casos confirmados. Dias depois, um segundo caso da doença foi confirmado no país, tratando-se de um expatriado francês que havia ido para Dakar. Ambos os casos são considerados estáveis.
Até 4 de março, o número de casos aumentou para 4, sendo dois deles estrangeiros. O primeiro caso foi a esposa do primeiro confirmado, que chegou ao país em 19 de fevereiro. O outro caso foi um britânico de Londres, que chegou ao Senegal em 24 de fevereiro.
A Liga Africana de Basquetebol adiou o início de sua temporada, que ocorreria em Dakar. Isso ocorreu quando a apreensão sobre eventos religiosos e viagens aumentou, especialmente aqueles relacionados ao Grande Magal de Tuba.
Em 10 de março, o ministro da Saúde do Senegal, Abdoulaye Diouf Sarr, disse à imprensa local que o governo cancelaria todos os eventos religiosos se necessário. No mesmo dia, um cidadão senegalês, que havia retornado da Itália, testou positivo para o vírus.
Em 12 de março, foram anunciados mais 5 casos no país, tratando-se de familiares de um caso já confirmado, com precedentes na Itália. Uma das vítimas estava na cidade de Touba. Em 15 de março, foram contabilizados 24 casos confirmados no Senegal. Devido a isso, o país impôs restrições de viagem, proibiu navios de cruzeiro e fechou escolas por três semanas em resposta ao coronavírus. Proibiu, também, reuniões públicas por um mês, incluindo peregrinações muçulmanas e cristãs.